# Another Summer Night
Another Summer Night är en låt framförd av Fabrizio Faniello. Den är skriven av Paul Abela och Georgina Abela.
Låten var Maltas bidrag i Eurovision Song Contest 2001 i Köpenhamn i Danmark. I finalen den 12 maj slutade den på nionde plats med 48 poäng.